# 五輪塔

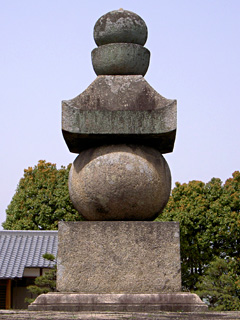
叡尊塔（奈良市西大寺奥の院）

五輪塔（ごりんとう）は、主に供養塔・墓として使われる塔の一種。五輪卒塔婆とも呼ばれる。
一説に五輪塔の形はインドが発祥といわれ、本来舎利（遺骨）を入れる容器として使われていたといわれるが、インドや中国、朝鮮に遺物は存在しない。日本では平安時代末期から供養塔、供養墓として多く見られるようになる。このため現在では経典の記述に基づき日本で考案されたものとの考えが有力である。
教理の上では、方形の地輪、円形の水輪、三角の火輪、半月型の風輪、団形の空輪からなり、仏教で言う地水火風空の五大を表すものとする。石造では平安後期以来日本石塔の主流として流行した。五輪塔の形式は、石造では、下から、地輪は方形（六面体）、水輪は球形、火輪は宝形（ほうぎょう）屋根型、風輪は半球形、空輪は宝珠型によって表される。密教系の塔で、各輪四方に四門の梵字を表したものが多い。しかし早くから宗派を超えて用いられた。
石造のものは石造美術の一分野として重要な位置を占める。

## 材質と形態

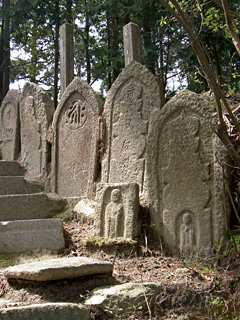
舟形光背に彫られた五輪塔

五輪の色

立体化された五輪塔の材質は石造のものが主体をなし、安山岩や花崗岩が多く使われている。古いものには凝灰岩のものが見られる。他に木製、金属製、鉱物製（水晶）、陶（瓦）製、土製の塔もある。
五輪塔は下から四角（六面体）・丸（球）・三角（四角錐または三角錐）・半丸（半球）・上の尖った丸（宝珠型）または尖っていない団子型（団形）を積み上げた形に作られる。製作された時代・時期、用途によって形態が変化するのが特徴である。石造のものは変化に富んでおり、例えば鎌倉時代に多く作られた鎌倉型五輪塔とよばれるもの、一つの石から彫りだされた小柄な一石五輪塔（いっせきごりんとう）、火輪（三角の部分）の形が三角錐の三角五輪塔（伴墓の重源塔に代表される）、地輪（四角）の部分が長い長足五輪塔（ちょうそくごりんとう）、火輪の薄い京都型五輪塔とよばれるものなどがある。京都高山寺の明恵上人（1232年寂）の廟堂内にある五輪塔の火輪には反りがなく軒口もわずかに面を取る程度の珍しいもの。石造五輪塔の火輪は「三角」とするものの、屋根面と軒に反（そ）り、そして厚い軒口を持ちあたかも屋根のように造形するのが一般的である。ただし宝塔の笠によく見られる棟瓦や軒裏の垂木の造り出しは決して見られない（唯一の例外が京都革堂の五輪塔で軒裏に垂木様の刻み出しが見られる）。また、板碑や舟形光背（ふながたこうはい）に彫られたものや、磨崖仏として彫られたものもあり、浮き彫りや線刻（清水磨崖仏などに見られる）のものもある。石造火輪にはまれに「噛み合わせ式」のものが見られる。これは普通は火輪の上部を削平したうえに風輪を載せるのに対し、あたかも火輪の先端を風輪に突き刺したかように一体化したものであり、代表例として高野山西南院五輪塔（二基）が挙げられる。また古い五輪塔では火輪の上部に層塔の屋根のように露盤を刻みだすものがある。
経典によれば、五輪はそれぞれ色を持ち、地輪は黄、水輪は白、火輪は赤、風輪は黒、そして空輪は全ての色を含む（「一切色」「種種色」）とされ、木造五輪塔の中にはこうした着彩が施されたものがしばしば見られる（空輪は青に塗る）。
特殊な例としては、一般的に塔婆や卒塔婆と呼ばれる木製の板塔婆や角柱の卒塔婆も五輪塔の形態を持つが、五輪塔とは言わず、単に塔婆や卒塔婆という。卒塔婆（ソトウバ）はインドにおける仏舎利を収めたストゥーパの中国における漢字による当て字で、日本では略して塔婆や塔もといわれる。ただ、塔は近現代の一般的な塔の意味との混同があるため、現代では仏塔という場合が多い（詳しくは、仏塔や塔を参照）。つまり、五輪塔の形＝仏塔のように扱われている。木製の角柱の卒塔婆は石造の墓を作るまでの仮の墓として使われることも多い。

## 構造
五輪塔は、下から方形＝地輪（ちりん）、円形＝水輪（すいりん）、三角形（または笠形、屋根形）＝火輪（かりん）、半月形＝風輪（ふうりん）、宝珠形または団形＝空輪（くうりん）によって構成され、古代インドにおいて宇宙の構成要素・元素と考えられた五大を象徴する。これらは『大日経』などの経典に現れる密教の思想の影響が強い。それぞれの部位に下から「地（ア अ [a]）、水（バ व [va]）、火（ラ र [ra]）、風（カ ह [ha]）、空（キャ ख [kha]）」の梵字による種子（しゅじ）を刻むことが多い。四方に種子を刻む場合は四転、例えば地輪に刻むアなら→アー→アン→アクという具合に刻む方角によって変化する。種子は密教の真言（密教的な呪文のようなもの）でもあるので下から読む。
宗派によって、天台宗・日蓮宗では上から「妙・法・蓮・華・経」の五字が、浄土宗では上から「南・無・阿弥・陀・仏」の文字が、禅宗では下から「地・水・火・風・空」の漢字五文字が刻まれる場合もあるが、宗派をとわず種子を彫ることも多い。日蓮正宗では必ず上から「妙・法・蓮・華・経」の五字を刻む。また、種子や文字のない五輪塔も多く存在する。
木製の板塔婆（板卒塔婆）も五輪塔の形態を持つ。これには表に下から「地（ア अ [a]）、水（バ व [va]）、火（ラ र [ra]）、風（カ ह [ha]）、空（キャ ख [kha]）」の梵字による種子を、裏には仏教の智慧をあらわす金剛界の大日如来の種子鑁（バン वं [vaṃ]）を梵字で書くことが多い。木製には他に角柱の卒塔婆もあり、真言や念仏がかかれることが多い。

## 歴史

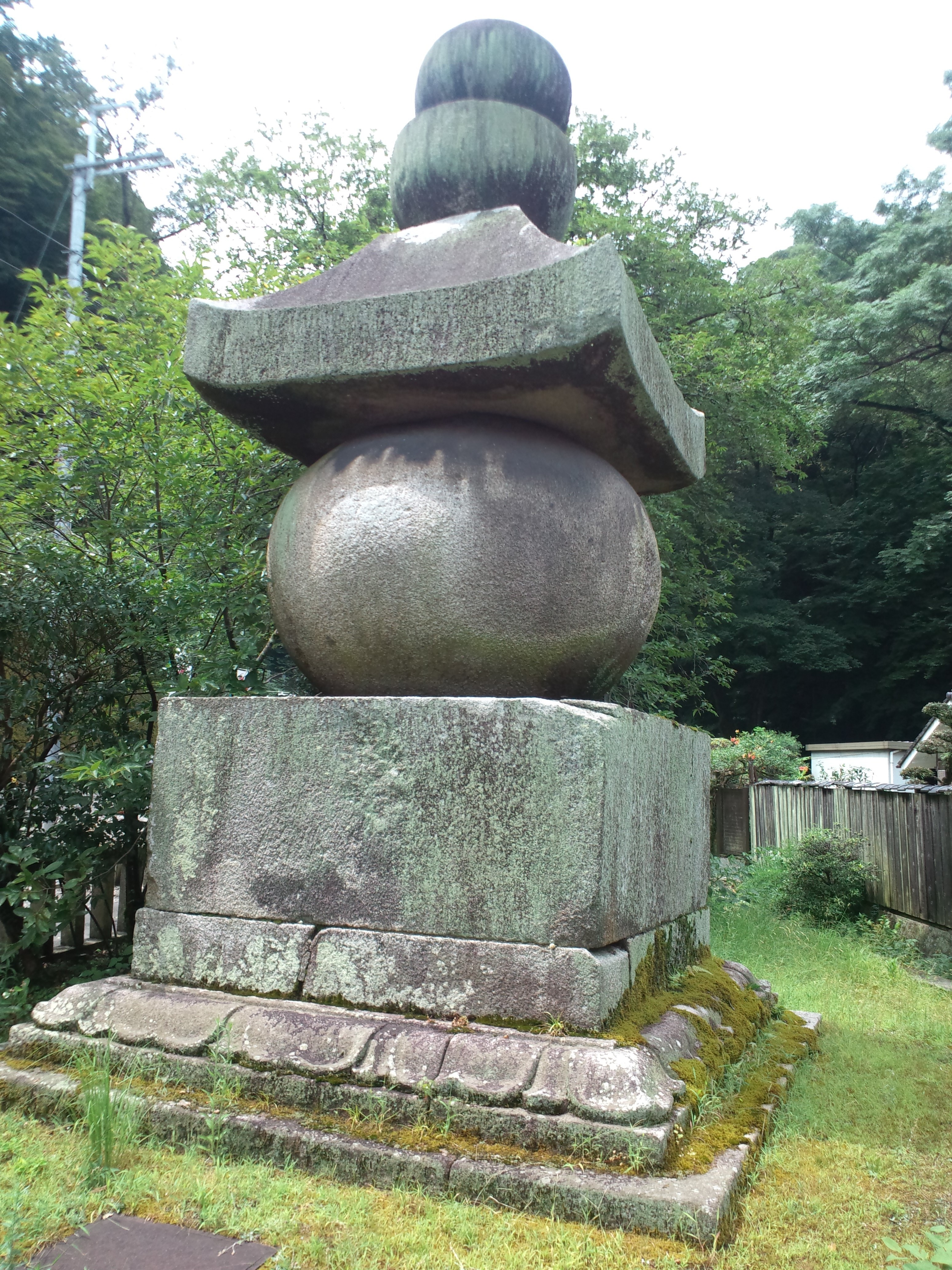
航海記念塔（石清水八幡宮、重要文化財、京都府八幡市）

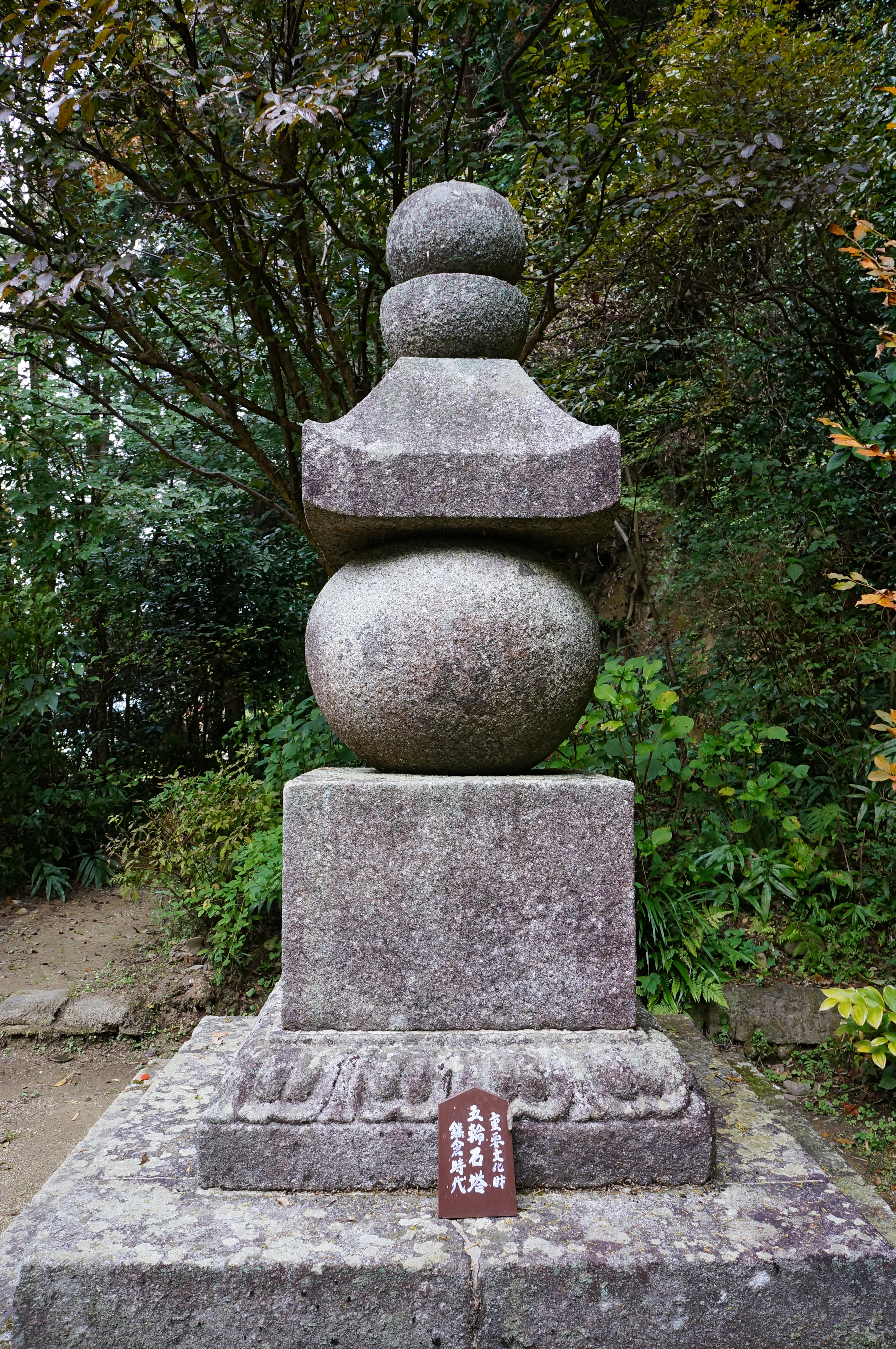
岩船寺塔（重要文化財、京都府木津川市）

五大思想（宇宙の構成要素についての考え）は元来インドにあった思想で、五輪塔の成立にはインド思想を構築し直した密教の影響が色濃くみられる。インドや中国、朝鮮に五輪塔造形物は現存しないところから、五輪塔の造立がはじまったのは平安時代後半頃の日本においてと考えられている。『大日経』の解釈書である『大日経疏』や善無畏『尊勝仏頂脩瑜伽法軌儀』などには五輪塔図が現れるが、これは日本において書写されるうちに塔状に書きなおされたもので、中国から請来された経典ではもともと五大（四角、円、三角、半円、宝珠型）がそれぞれ単独ばらばらに描かれていたと考えられる。ここからも五輪塔は日本において成立したと推定できる。
また、桃山時代の文献でしか知られていないが、醍醐寺円光院の石櫃には応徳二年（1085年）七月銘の高さ一尺ほどの銅製の三角五輪塔が収められていた（『醍醐寺新要録』）。内部に遺骨が納められていたというこの塔はいまも石櫃の中にあるはずで、これが今のところ年代が確かな立体的造形物としては最古の例と考えられる。実際に確認できる石造五輪塔では、奈良春日山石窟仏毘沙門天持物塔（保元二年（1157年）銘）や岩手県平泉町・中尊寺願成就院の有頸五輪塔（宝塔と五輪塔の中間タイプ）、同町・中尊寺釈尊院の五輪塔（「仁安四年（1169年）」の紀年銘）、大分県臼杵の中尾嘉応塔（嘉応二年（1170年）銘）などが最古例である。丸瓦瓦当に刻出された五輪塔も平安期にしばしば見られその最古の例として保安３年（1122年）創建の法勝寺の例が挙げられる。また天養元年（1144年）創建にかかると考えられる「極楽寺」の経塚からは陶（瓦）製の五輪塔が発掘されている（兵庫県姫路市香寺町常福寺蔵）。金属に遺された例では兵庫県徳照寺の梵鐘（長寛二年（1164年）銘）に鋳出された五輪塔像がある。絵画では、平清盛献納の『平家納経』の箱蓋に描かれたものや平安末期～鎌倉初期に描かれた『餓鬼草紙』が古い例として知られている。木製のもので在銘最古の五輪塔は京都市左京区久多の志古淵神社蔵の「久多の五輪塔」で、高さ29.3cmと小型だが、「平治元年（1159年）十二月九日」の年紀などが墨書されている。
木製五輪塔はしばしば仏像胎内から発見され、特に運慶ないしその弟子による作品に発見されることが多い。近年海外流出が心配されて騒ぎになった運慶作（推定）の真如苑大日如来坐像（重文）の胎内にも木製五輪塔（歯を伴う）が収められていることがＸ線調査の結果分かっている。石造五輪塔が一般的に造立されるようになったのは鎌倉時代以降で、以後、室町時代、江戸時代を経て現在に至るまで供養塔や墓碑として造塔され続けており、現存するもの以外に考古遺物とし出土するものがある。
初期の五輪塔の普及の要因としては、高野聖による勧進の影響といわれる。平安末期に『五輪九字明秘密釈』を著した覚鑁も元は高野聖といわれる。高野聖による五輪塔による具体的な勧進としては、五輪塔の形をした小さな木の卒塔婆に遺髪や歯などを縛り寺に集め供養する。
真言律宗の僧叡尊や忍性も五輪塔の普及に係わったとされる。
鎌倉時代の奈良東大寺再建にあたり、重源に招かれ宋より日本に渡り、日本に石の加工技術を伝え、後に日本に帰化した石大工伊行末（い・ゆきすえ）の子孫で伊派（いは）といわれる石工集団や、忍性と共に関東へ渡った伊派の分派大蔵派といわれる石工集団が、宋伝来の高度な技術で石塔などの製作を行った。それまで加工の容易な凝灰岩を使った石造五輪塔が一般的だったのに対し、鎌倉期以降花崗岩など硬質の石材を使ったものが多くなるのはこのためと考えられる。伊派や大蔵派が中心になり鎌倉時代以降に作られ広く普及する火輪の勾配が急な五輪塔の形を後に鎌倉型という。対してそれ以前に一般的であった火輪が平低で穏やかな形をしたものを京都型と呼ぶ。また地輪を受ける基礎石の上面に返花座を刻みだしたものを大和式と呼び、これは大和地方から山城南部辺に鎌倉末期から南北朝期にかけての優品が残る。
代表的なものには、当麻北墓五輪塔、石清水八幡宮にある航海記念塔（高さ6メートル）や岩船寺塔（高さ2.35メートル）などがある。三角五輪塔では奈良市三笠霊園内の伴墓五輪塔（伝重源墓塔）がある（以上いずれも重要文化財）。また木造の物も多く遺されており多くは民俗学の対象となる小型の物だが、愛知県稲沢市の性海寺の木造五輪塔は高さ48.5cm、各輪それぞれ黄土、白土、朱漆などで彩色され金銅板を切り抜いた種子が貼り付けられているなど極めて装飾性の強いもので、やはり重要文化財となっている。

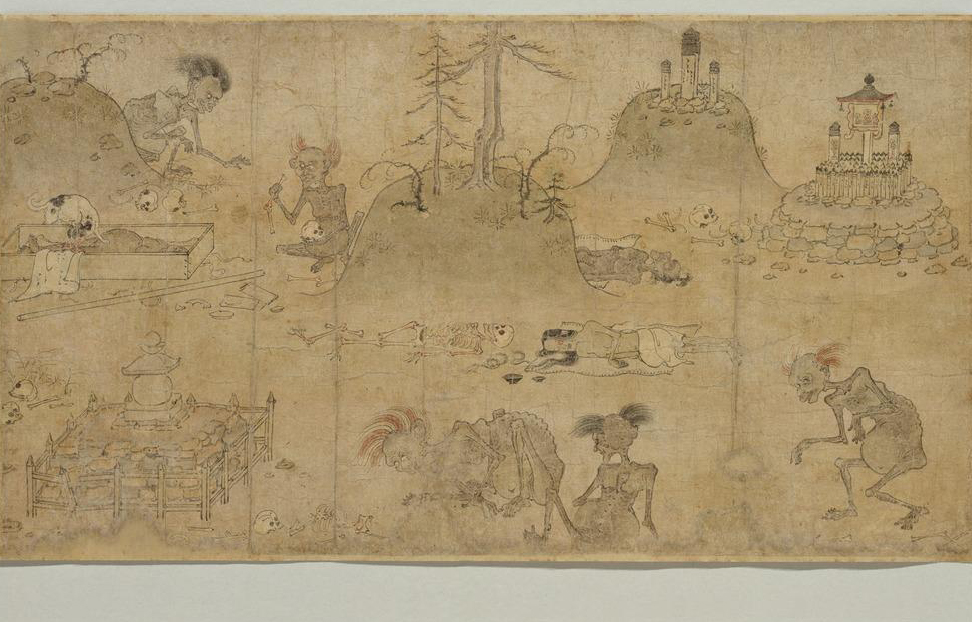
餓鬼草紙（東京国立博物館本）に描かれた五輪塔（左下）
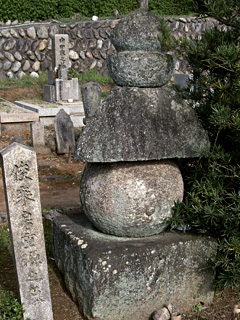
東大寺（伴墓）五輪塔（伝重源墓塔）

## 五輪塔の意義

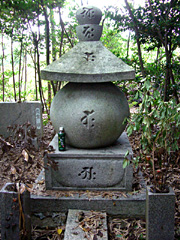
モダンな現代の五輪塔（京都型からの変形）

仏教で言う塔（仏塔）とは、ストゥーパ（卒塔婆）として仏舎利と同じような意義を持っている。しかし、小規模な五輪塔や宝篋印塔、多宝塔(石造)は当初から供養塔や供養墓として作られたのであろう。中世の一部五輪塔には、地輪内部に遺骨等を納めたものが現存する。また、供養塔・供養墓としての五輪塔は全国各地に存在し、集落の裏山の森林内に、中世のばらばらになった五輪塔が累々と転がっていたり埋もれていたりすることも稀ではない。現在多くの墓地で見られるような四角い墓は、江戸中期頃からの造立であるが、現在でも多くの墓地や寺院で一般的に五輪塔は見ることができる。覚鑁は経典の記述に基づき、五輪を人の五体になぞらえた図を残している（下図参照）。これが入定の姿と解されて墓塔や供養塔として多用されたものと考えられる。

## 『五輪九字明秘密釈』

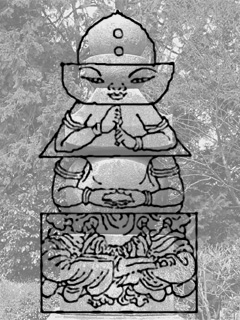
「五輪九字明秘密釈」の挿絵に五輪塔を合成

覚鑁著作の『五輪九字明秘密釈』とは、「五輪」つまりア・バ・ラ・カ・キャ（胎蔵界の大日如来の真言）と　「九字」つまりオン・ア・ミリ・タ・テイ・セイ・カ・ラ・ウーン（阿弥陀仏の真言）との　「明」つまり真言についての「秘密釈」つまり密教的解釈という意味である。
『五輪九字明秘密釈』には胎蔵界曼荼羅の解釈から阿弥陀仏の極楽浄土と大日如来の密厳浄土は本質的には同じものであり、釈迦や弥勒菩薩、毘廬遮那仏など他の仏やそれぞれの浄土も本質的には同じものであり、往生と即身成仏も本質的には同じものと書かれている。それは五輪塔が宗派を超えて成仏できる仏塔であることを意味する。
五輪塔の円形＝水輪は胎蔵界の大日如来の印を表し、三角形＝火輪は金剛界の大日如来の印を表している。これは五輪塔が五大に加え空海が『即身成仏儀』に書いた識大をも併せ持つ六大の意味を持つということである。識大とは仏と一体になることを意味し、成仏することを意味する。2つの印を結ぶということはまた、五輪塔が金剛界と胎蔵界の2つの曼荼羅を併せ持つ立体曼荼羅であることをも意味する。
また、五輪塔は成仏するための3つの行い密教の三密を併せ持つ。三密には身密、口密、意密がある
1. 身密＝手に印を結ぶ。五輪塔は胎蔵界と金剛界の大日如来の印を結ぶ。
2. 口密＝口で「真言」「陀羅尼」をとなえる。五輪塔に真言を彫ることにより、死者が真言をとなえる形になる。
3. 意密＝心を集中して「三摩地」の境地に入らせる（座禅をすること）。

五輪塔は、方形＝地輪が人が脚を組む形、円形＝水輪、三角形＝火輪が印を結び、半月形＝風輪が顔、宝珠形＝空輪が頭と、人が座禅をする形をとっている。これは『大日経疏秘密曼荼羅品』や『尊勝仏頂脩瑜伽法軌儀』の記述を図解したものと考えられる（「金剛輪臍已下」「大悲水輪臍中」「智火輪心上」「風輪眉上」「大空輪頂上」）。
『五輪九字明秘密釈』により宗派を超え、幾重にも成仏の形を持つのが五輪塔の構造や概念と言える（参考資料 小畠広充監修編著『日本人のお墓』）。なお、この著がしばしば五輪塔の起源であるかのように引用されるが、上に述べたようにこの著以前に五輪塔は出現しており、その普及に大いに寄与したと言えても起源とするのは適切でない。

## 宗派と五輪塔

### 真言宗
真言宗においては、五輪塔が密教思想から出たところから容易に察せられるように、墓塔として五輪塔を建てることは一般的である。

### 浄土真宗
浄土真宗では、「五輪塔」やそれを簡略化し薄板で作った「卒塔婆」は用いないとされる。浄土真宗では、先祖供養の教義概念が無いためである。浄土真宗の宗祖とされる親鸞は、「閉願せば、（遺骸を）鴨川にいれて魚にあたうべし」と遺言したと伝えられているが、実際には、弟子たちにより埋葬され、簡素な墓石を東山・大谷に建てられた。その墓石の形状は、西本願寺蔵・専修寺蔵の「御絵伝」には笠塔婆型で、比叡山の横川にある源信の墓を模したものと考えられる。しかし、高野山奥の院親鸞墓所にある親鸞供養塔は五輪塔であり、しかも鎌倉期にしか見られない三角五輪塔である。

#### 恵信尼
親鸞の妻である恵信尼のものとされる墓も五輪塔である。恵信尼は生前、『恵信尼消息』第8通に「五重に候う塔」を作ったと記し、1956年に新潟県上越市板倉町米増にある「比丘尼墓」と呼ばれてきた五輪塔がそれであると同定された。1963年に整備され、2005年に「ゑしんの里記念館」建設にあわせて設備が一新された。

### 時宗
時宗の開祖一遍上人の墓塔は五輪塔で、いまも神戸市内に遺る。

## 五輪塔の影響
五輪塔の形が他の仏塔に影響を与えた例をあげる。国東塔を例にあげておく。国東塔は本来宝塔であるが、時代を経る中で五輪塔化した形態がみられるようになる。五輪塔化した宝塔は全国的に存在するという。五輪塔の風輪、空輪の部分が相輪に、水輪が有頸に代われば、宝塔になる。

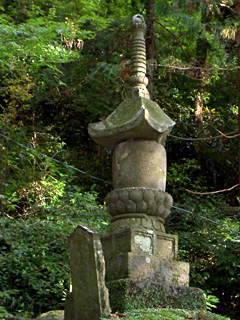
初期の国東塔（大分県） 様式を重視し精神性が強い
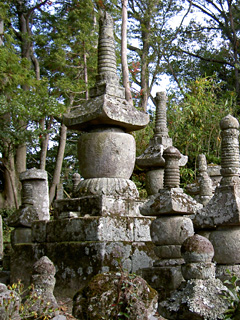
国東塔（大分県）初期のものに比べると視覚的効果が意識される
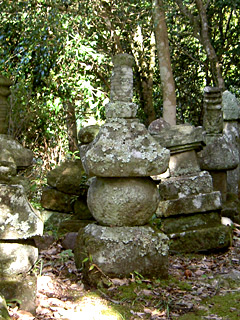
五輪塔化した国東塔（大分県） 国東塔には蓮華座があるが、五輪塔化した宝塔の場合の違いは相輪のみとなる

## ギャラリー

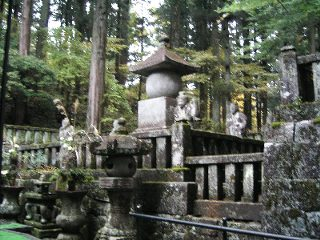
天海墓 （輪王寺 慈眼堂）
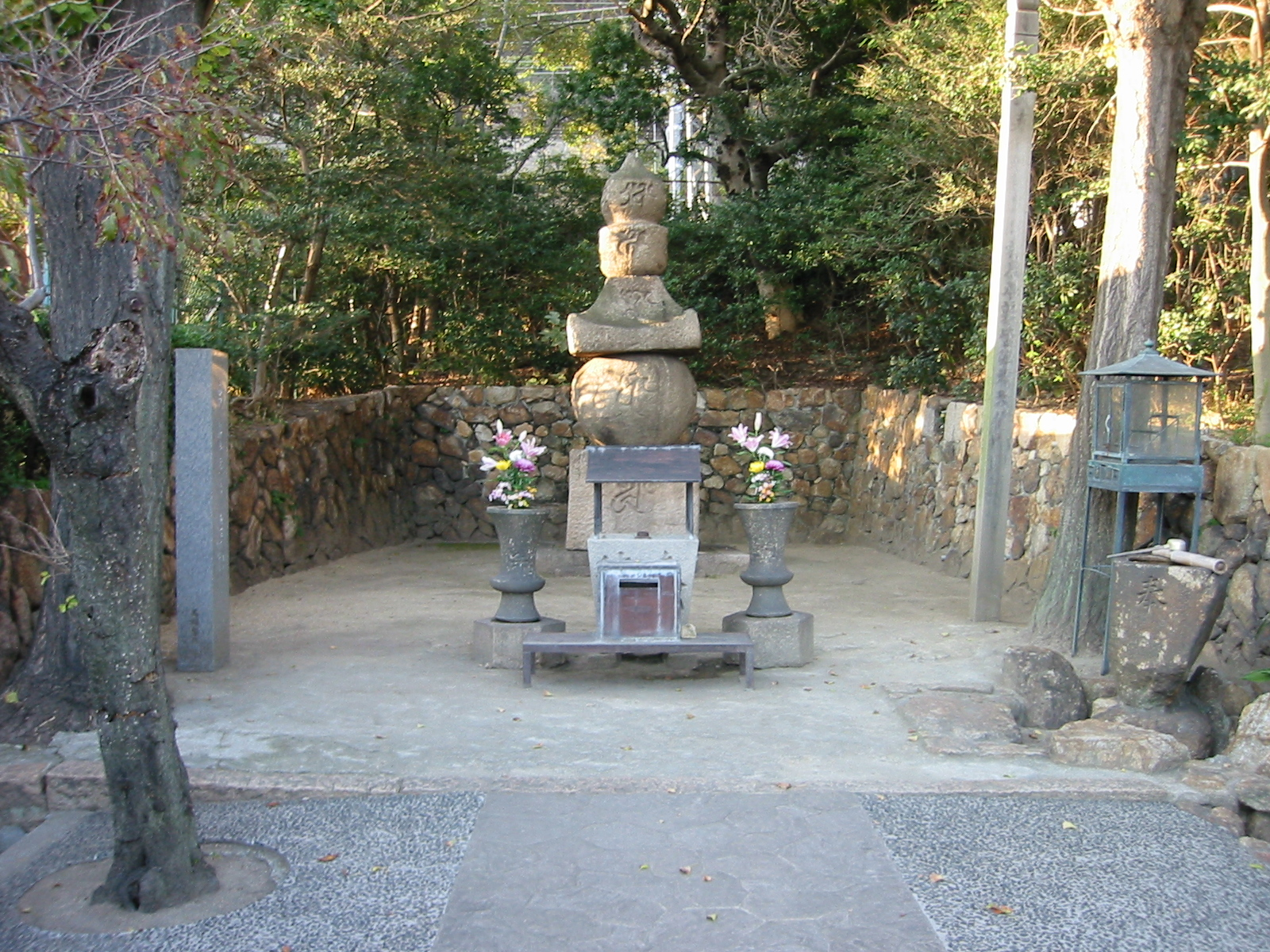
一ノ谷にある平敦盛胴塚
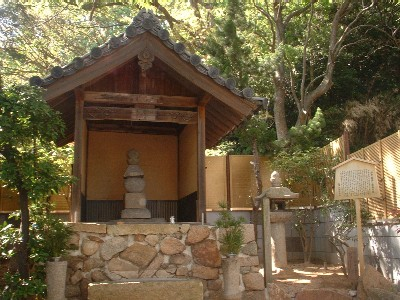
平敦盛の首塚（須磨寺）
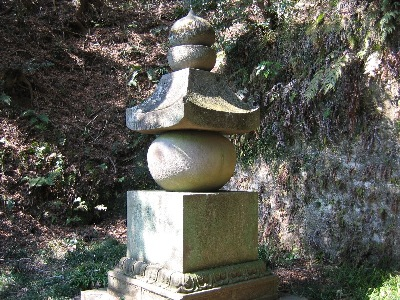
多宝寺跡やぐら群の中心にある326cmの五輪塔（鎌倉市）
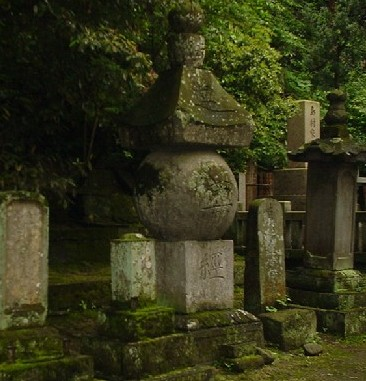
妙本寺にある前田利家の妻、まつの供養塔と伝える五輪塔（鎌倉市）
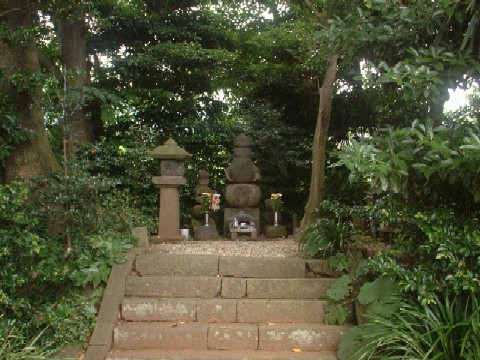
神奈川県秦野市の源実朝の首塚
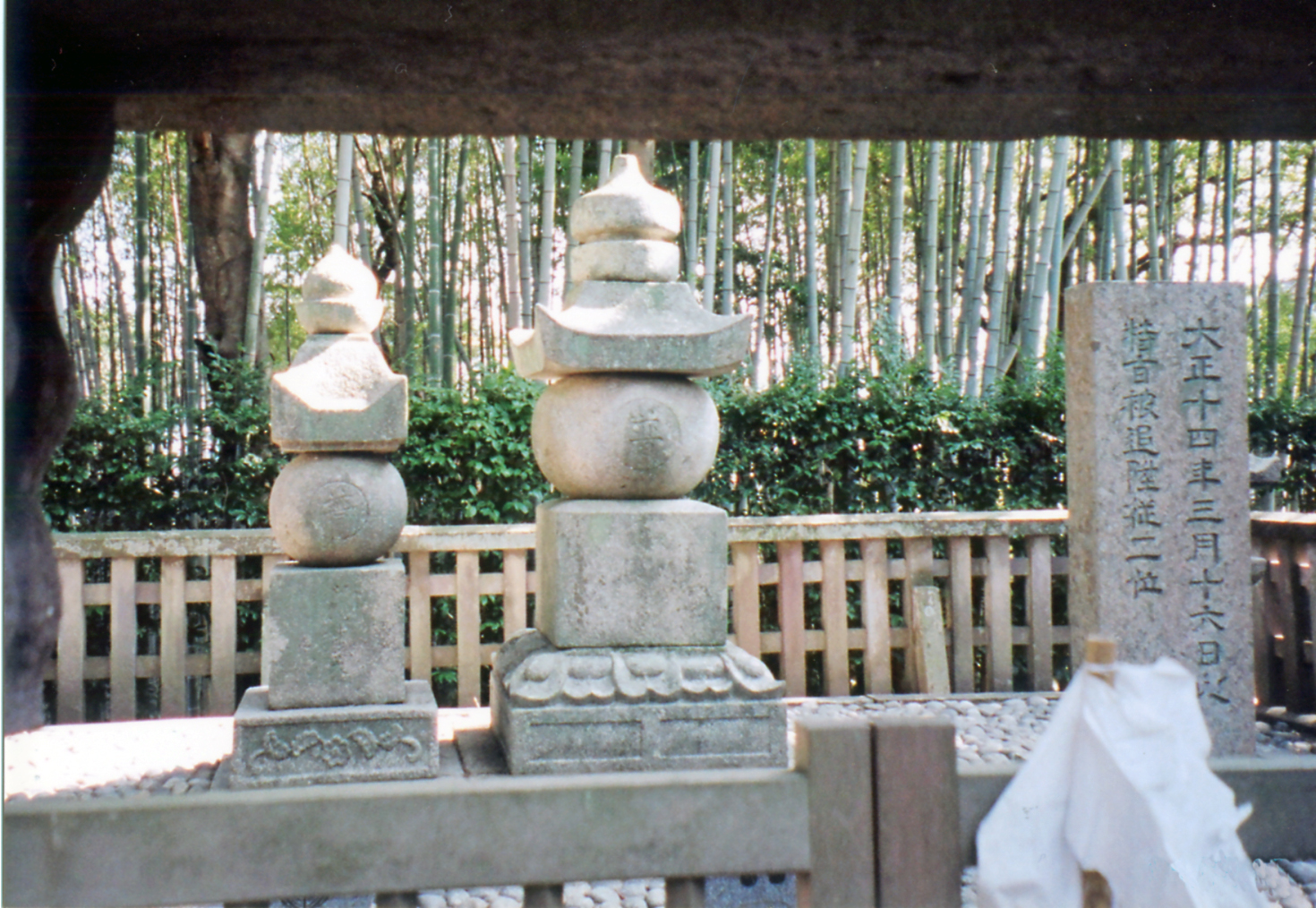
山口県萩市の天樹院跡地にある毛利輝元夫妻の墓
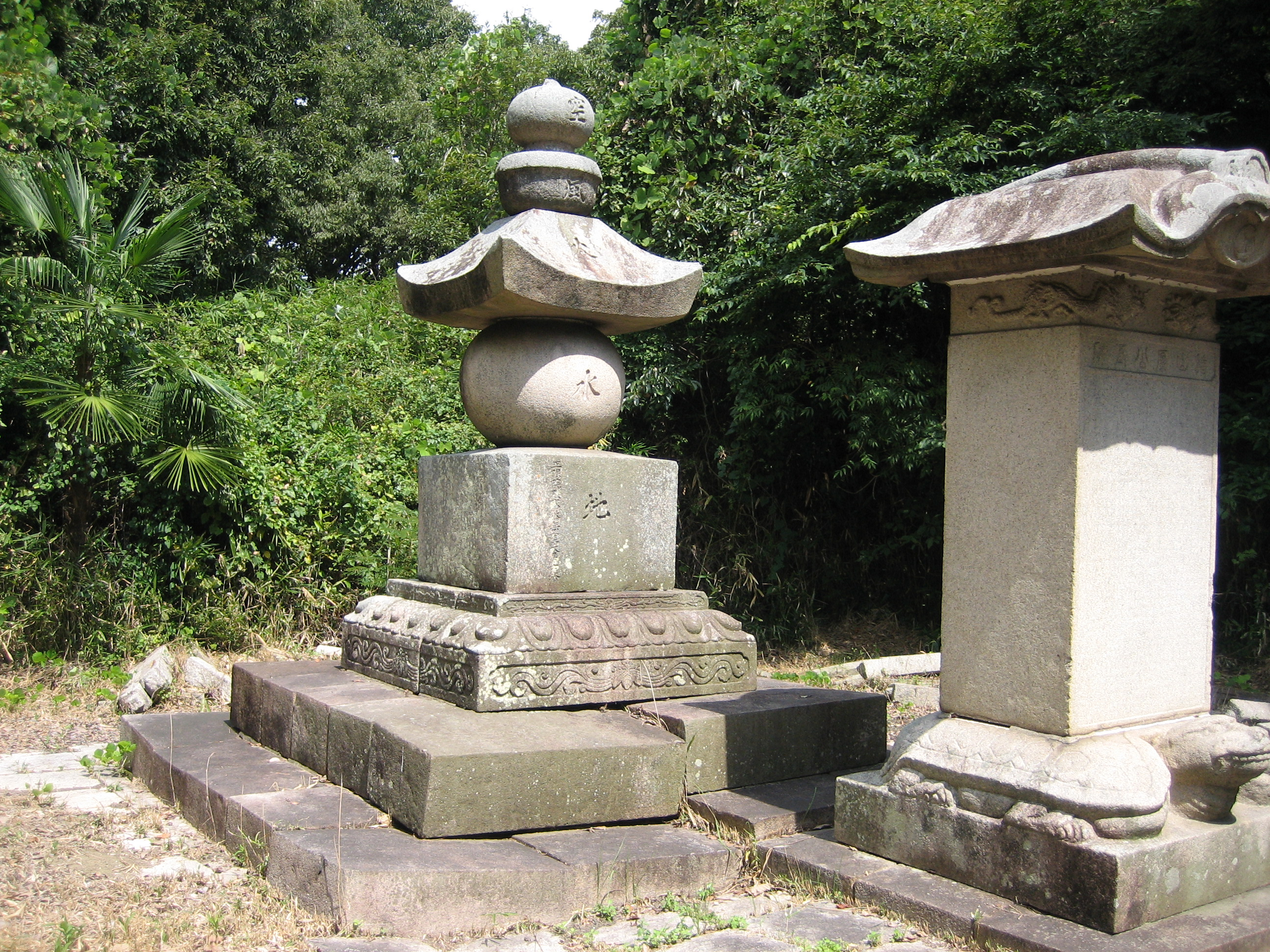
兵庫県姫路市の景福寺山にある松平明矩の墓
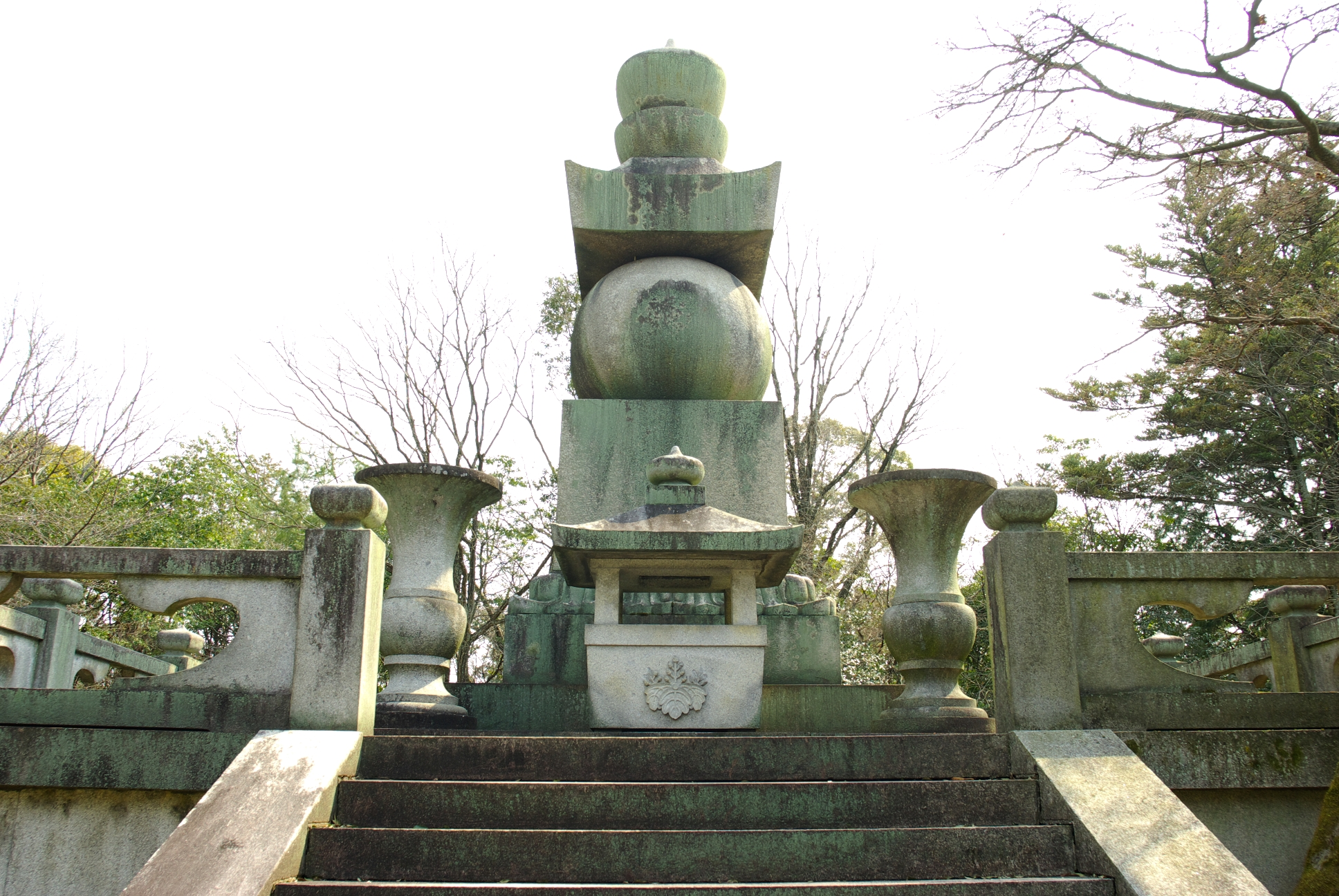
京都府京都市東山区の豊国廟
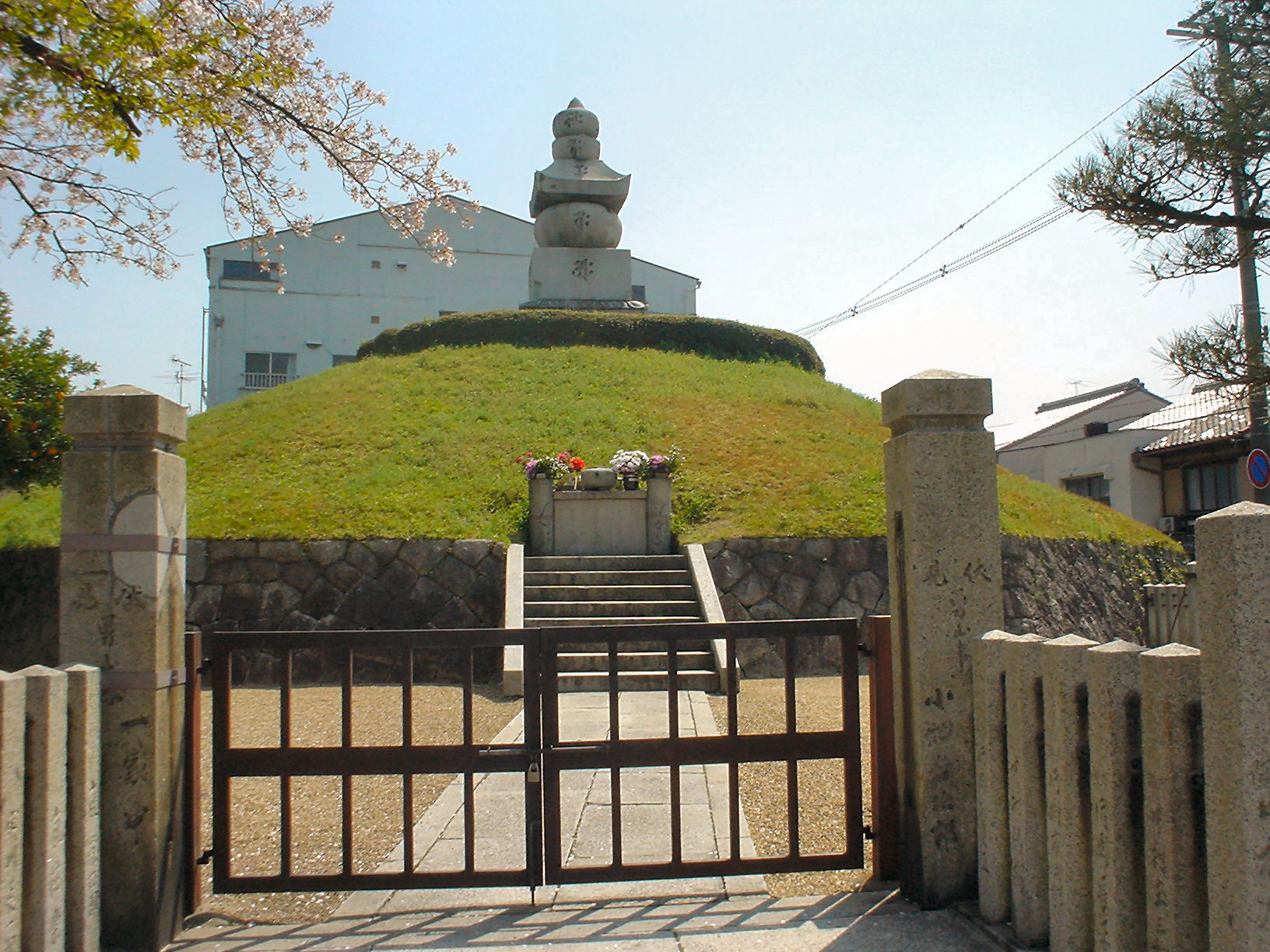
京都府京都市東山区の耳塚